# Mental (serie de televisión)
Mental (estilizado como MƎNTAL:) es una serie de televisión sobre psicología y psiquiatría producida por Fox Telecolombia para Fox International Channels para Hispanoamérica, Europa, Estados Unidos y Asia. La serie fue grabada en Bogotá, Colombia ambientando la ciudad de Los Ángeles.

## Argumento
Mental trata la vida del Doctor Jack Gallagher (interpretado por Chris Vance), un poco ortodoxo psiquiatra director del servicio psiquiátrico del Wharton Memorial Hospital en Los Ángeles, California (Bogotá, Colombia), Gallagher ha desarrollado una alta sensibilidad acerca de las mentes de sus pacientes y ver la forma de ver la realidad, lo que le permite descubrir lo que podría ser la clave para su recuperación a largo plazo. Esta perspectiva lleva a Gallagher a ofrecer extraños tratamientos para sus pacientes. Estos tratamientos amenazan con romper el hipersensible entorno del hospital y generar serios conflictos con su jefa Nora (Annabella Sciorra).

## Personajes
| Personaje                 | Actor               |
| ------------------------- | ------------------- |
| Dr. Jack Gallagher        | Chris Vance         |
| Dra. Nora Skoff           | Annabella Sciorra   |
| Dr. Carl Belle            | Derek Webster       |
| Dra Verónica Hayden-Jones | Jacqueline McKenzie |
| Dra. Chloe Artis          | Marisa Ramírez      |
| Dr. Arturo Suárez         | Nicholas González   |
| Malcolm Darius Washington | Edwin Hodge         |

## Actuaciones especiales
La serie cuenta con actuaciones especiales de actores de Estados Unidos o de otros países que han viajado a Bogotá, Colombia a grabar el episodio donde tienen su respectiva aparición, en la siguiente tabla las actuaciones especiales que más destacan:
| Personaje       | Actor               | Episodio                 |
| --------------- | ------------------- | ------------------------ |
| Emily           | Bella Thorne        | Piloto                   |
| Conor Stephens  | Billy Unger         | Videojuego Imaginario    |
| Liam McBride    | Tom Parker          | Cambio de Roles          |
| Aynsley Skoff   | Kay Panabaker       | Videojuego Imaginario    |
| Vincent Martin  | Silas Weir Mitchell | Piloto                   |
| Mellisa         | Nicholle Tom        | Un Bello Engaño          |
| Richard Rainer  | Michael B. Silver   | Un Bello Engaño          |
| Marcie Crane    | Lori Heuring        | Los Días de Lluvia       |
| Heather Masters | Allison Scagliotti  | Casa de los Espejos      |
| Mimi            | Nina Siemaszko      | Casa de los Espejos      |
| Ellis Kahane    | Joseph D. Reitman   | Mala Luna Creciente      |
| Brian Jennings  | Alex Weed           | Vida y Partes del Cuerpo |

## Episodios
| Título                   | Primera emisión (EE. UU.) | Casos psiquiátricos                                                                                      | Cap. |
| ------------------------ | ------------------------- | --- | ---- |
| Piloto                   | 26 de mayo de 2009        | Alucinaciones y Delirio                                                                                  | 1    |
| Un bello engaño          | 2 de junio de 2009        | Embarazo psicológico,Trastorno psicótico compartido,Acuafobia y Selacofobia                              | 2    |
| El libro de los jueces   | 9 de junio de 2009        | Catatonia (síndrome) y Trastorno explosivo intermitente                                                  | 3    |
| Videojuego imaginario    | 16 de junio de 2009       | Manía y Trastorno bipolar                                                                                | 4    |
| Cambio de roles          | 23 de junio de 2009       | Trastorno de personalidad                                                                                | 5    |
| Los días de lluvia       | 3 de julio de 2009        | Tendencia suicida y Trastorno depresivo recurrente                                                       | 6    |
| Obsesivamente tuya       | 10 de julio de 2009       | Trastorno obsesivo-compulsivo - Síndrome de Tourette Hipersexualidad-Síndrome de Klüver-Bucy             | 7    |
| Casa de los espejos      | 17 de julio de 2009       | Comportamiento psicosexual y Renacimiento (terapia)                                                      | 8    |
| Coda                     | 24 de julio de 2009       | Autismo-Síndrome de Asperger, Trastorno psicótico breve-Síndrome del sabio                               | 9    |
| A lo largo de            | 31 de julio de 2009       | Trastorno de somatización - Regresión (parapsicología) Trastorno delirante compulsivo                    | 10   |
| Líneas en la arena       | 7 de agosto de 2009       | Trastorno por estrés postraumático - Esquizofrenia                                                       | 11   |
| Vida y partes del cuerpo | 14 de agosto de 2009      | Desorden de identidad de la integridad corporal                                                          | 12   |
| Mala Luna creciente      | 21 de agosto de 2009      | Trastorno de ansiedad generalizada - Licantropía clínica Trastorno de identidad disociativo - El otro Yo | 13   |

## Adaptaciones
- En 2010, se comenzó a filmar la versión hispana en Colombia protagonizada por Luis Roberto Guzmán, Cecilia Suárez, Alejandro Tous, Goya Toledo, María Fernanda Yépez y Michel Brown con el nombre de Mentes en Shock. El 3 de abril de 2011 se estrenó la misma en España en horario premier y dos días después, el 5 de abril en horario de máxima audiencia en Hispanoamérica.